# Тритон сардинський
Тритон сардинський (Euproctus platycephalus) — вид земноводних з роду Острівний тритон родини саламандрові.

## Опис
Загальна довжина досягає 12—15 см. Спостерігається статевий диморфізм: самець більший за самицю. Голова пласка, морда закруглена. Паротоїди погано помітні. Губи добре розвинені. Під горлом є шкіряна складка. Легені добре розвинені. Верхня щелепа довша за нижню. Тулуб стрункий. Шкіра здебільшого гладенька. Кінцівки стрункі, передні — з 4 пальцями, задні — 5. У самців на лапах є невеликі шлюбні мозолі. Самцева клоака гакоподібна. Клоака самиці конусоподібна.
Забарвлення спини сірого, коричневого, оливкового кольору з чорними, зеленими, червоними плямами у задній частині. Смуга по хребту жовтувата, яскраво-коричнева, іржаво-коричнева або темно-коричнева.

## Спосіб життя
Полюбляє річки та струмки зі спокійною течією, зокрема у невеличких гірських озерах. Зустрічається на висоті від 50 до 1800 м над рівнем моря. Вдень ховається під камінням. у кущах, серед коренів дерев. Втім практично усе життя проводить у воді. Активний вночі. Живиться різними безхребетними. На зими впадає у сплячку.
Розмноження відбувається у квітні—травні. Парування проходить у воді. Самиця відкладає 57—221 яєць діаметром 3 мм. Через 13—57 діб 9в залежності від температури води) з'являються личинки. Метаморфоз відбувається через 184–453 дні.

## Поширення
Поширений на о. Сардинія (Італія).